# Goethe-Zitate

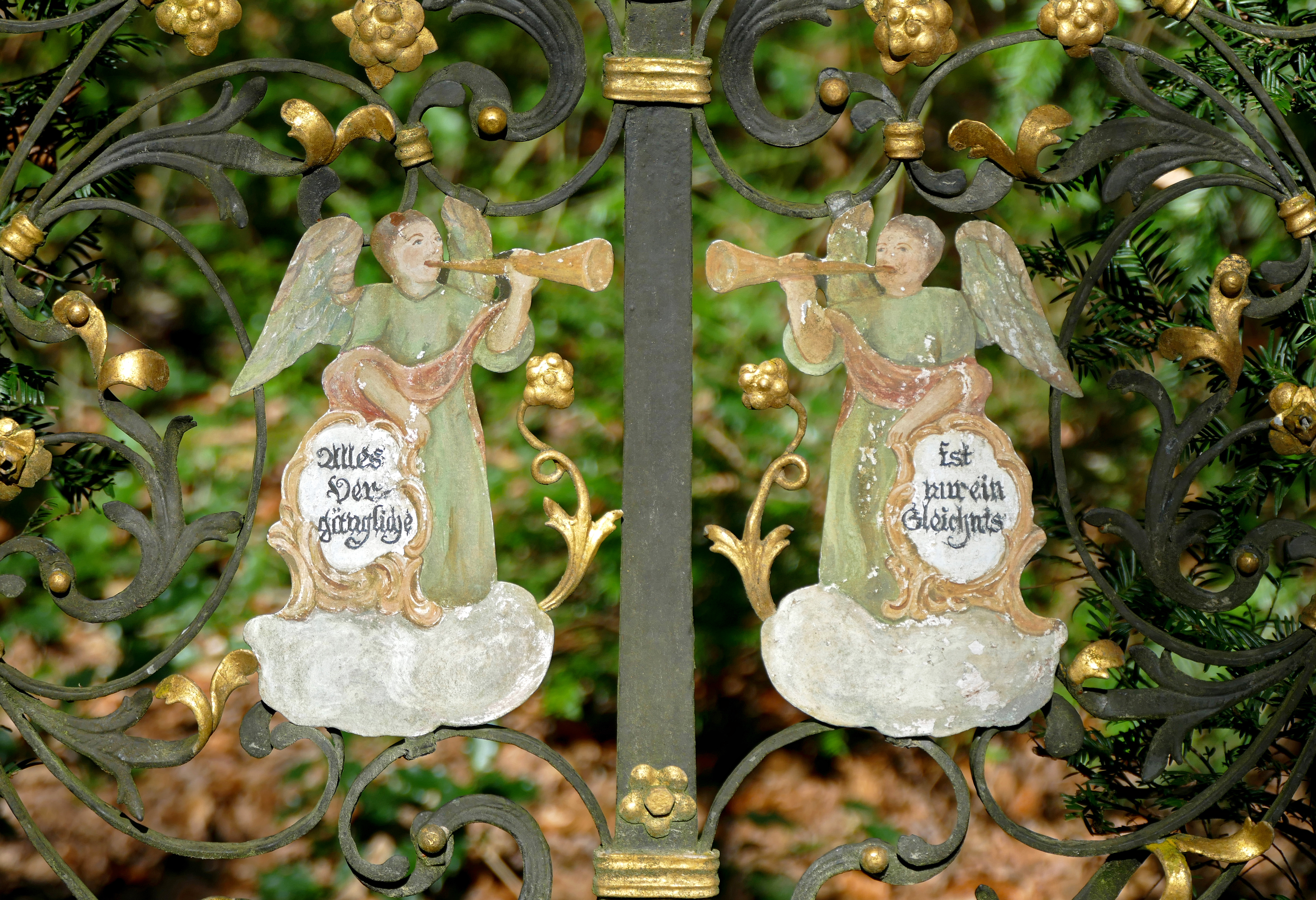
Grabkreuz mit dem Goethe-Zitat „Alles Vergängliche ist nur ein Gleichnis“ (Zitat aus Faust II)

Unter Goethe-Zitaten versteht man in erster Linie Kernsätze aus den Werken von Johann Wolfgang von Goethe, die nicht selten zu Geflügelten Worten im Sinne der Zitatensammlung von Lehrer Georg Büchmann geworden sind und zum Teil weit über diesen eng gefassten Rahmen hinausgehen.
Eine Schwierigkeit bei (vermeintlichen) Goethe-Zitaten bestand im 19. und 20. Jahrhundert in der konkreten Verifizierung dieser Textstellen in seinen Werken. Ein Teil der Zitate wurde dem Schriftsteller auch nur zugeschrieben, z. B.: „Sammler sind glückliche Menschen“ (kein Nachweis bei Goethe). Diese Unsicherheit machte sich nach eigenen Angaben Bertolt Brecht als Schüler zunutze, indem er ständig Goethe-Zitate frei erfand und diese zur Unterstützung seiner Ansichten vortrug. Angeblich konnte ihm dies in der Schulzeit nie nachgewiesen werden, da sich kein Lehrer sicher war, alle Goethe-Zitate zu kennen.
Bis in die Mitte des 20. Jahrhunderts standen für die Ermittlung nur die Weimarer Ausgabe und das Goethe-Wörterbuch zur Verfügung. Später kamen umfassende Hilfsbücher bzw. Lexika dazu. An erster Stelle muss das Lexikon der Goethe-Zitate (1968) des Bibliothekars Richard Dobel genannt werden. Es bringt genaue Textstellen auf der Grundlage der Gedenkausgabe (Zürich 1949 ff.) und ist heute weit verbreitet.
Zu Beginn des 21. Jahrhunderts hat Ernst Lautenbach mit seinem Lexikon Goethe-Zitate (München 2004) in Form einer Auslese für das 21. Jahrhundert eine neue Sammlung vorgelegt, die nun auch Belege aus Werk und Leben sowie Erläuterungen und eine Chronik enthält. Da von der Benutzbarkeit diverser Werkausgaben ausgegangen wurde, ist der Nachweis nicht so eng gefasst  wie bei Dobel.